# Bouloc (Haute-Garonne)
Bouloc település Franciaországban, Haute-Garonne megyében. Lakosainak száma 4655 fő (2022. január 1.). Bouloc Villaudric, Castelnau-d’Estrétefonds, Fronton, Villemur-sur-Tarn és Villeneuve-lès-Bouloc községekkel határos.

## Népesség
A település népességének változása:
| Lakosok száma | 770  | 1925 | 2257 | 3716 | 4323 | 4496 | 4659 | 4723 | 4754 | 4655 |
|               | 1968 | 1982 | 1990 | 2006 | 2013 | 2015 | 2017 | 2019 | 2020 | 2022 |